# 化学空間

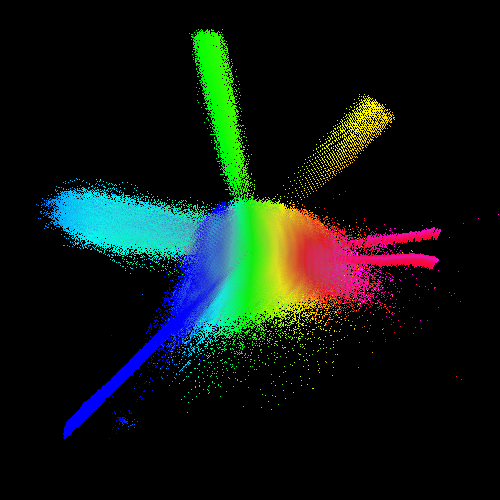
PubChemの化学空間の眺め。PubChemに含まれる化合物の42次元分子量子数 (MQN) 特性をPCAを用いて投影したもの (仮想的に作成された5つの化合物のライブラリ)。色分けは分子中の原子環の割合 (青0、赤1) に従っている。

化学空間 (英語: chemical space)とは、ケモインフォマティクスにおける概念であり、与えられた構造原理と境界条件を遵守するすべての可能な分子と化合物によって広がる特性空間を指す。利用可能な数百万の化合物が含まれており、研究者が容易にアクセスできる。これは、分子ドッキングの方法で使用されるライブラリである。 

## 理論上空間
ケモインフォマティクスでよく言われる化学空間とは、潜在的な薬理活性分子の空間のことである。その大きさは1060分子のオーダーと推定されている。この空間の正確な大きさを決定するための厳密な方法はない。ただし、潜在的な薬理活性分子の数を推定するために使用される仮定は、リピンスキーの法則、特に分子量の限界を500としている。推定ではまた、使用する化学元素を炭素、水素、酸素、窒素、硫黄に制限した。さらに500ダルトン以下に止めるために最大30原子の仮定を行い、分岐と最大4つの環 (芳香族性(英語版)) を可能とし、1063の推定値に到達した。この数字は、その後の出版物で有機化学空間全体の推定サイズであると誤引用されることが多いが、ハロゲンや他の元素を含めるとはるかに大きくなる。リピンスキー則によって部分的に定義される薬物様空間やリード様空間に加え、市販薬の分子記述子によって定義される既知薬物空間 (英語: known drug space; KDS) の概念も導入されている。KDSを使用して、設計や合成を行っている分子の構造と、KDSによって定義される分子記述子パラメータを比較することで、医薬品開発のための化学空間の境界を予測することができる。 

## 経験的空間
2009年7月現在、Chemical Abstracts Serviceに登録されている有機・無機物質は49,037,297物質があり、科学文献に報告されていることを示している。実験室ベースで望ましい特性を持つ化合物をスクリーニングするための化学ライブラリは、小さなサイズ (数十万～数十万分子) の実際の化学ライブラリの例である。 

## 創世
化学空間の体系的な探索は、仮想分子のインシリコデータベース(英語: in silico database)を作成することによって可能であり、分子の多次元的な特性空間を低次元に投影することによって視覚化できる。化学空間の生成には、電子と原子核の化学量論的な組み合わせを作成して、与えられた構造原理に対して可能なすべてのトポロジー異性体を生成する必要がある。ケモインフォマティクスでは、構造生成器(英語: Structure Generators)と呼ばれるソフトウェアプログラムを使用して、与えられた境界条件を遵守するすべての化学構造の集合を生成する。たとえば、構成異性体生成器(英語: Constitutional Isomer Generators)は、与えられた分子式 (元素の割合を示すグロス式) のすべての可能な構成異性体を生成することができる。 
現実の世界では、化学反応によって化学空間内を移動することができる。化学空間と分子特性のマッピングは多くの場合一意ではなく、つまり非常に類似した特性を示す非常に異なる分子が存在する可能性があることを意味する。材料設計や創薬は、どちらも化学空間の探索を伴う。 

## 参照項目
- ケモインフォマティクス
- ドラッグデザイン
- シーケンス空間（英語版）